# Immersion (álbum de Pendulum)
Immersion es el tercer álbum de estudio lanzado por la banda australiana de Drum & Bass y Rock electrónico Pendulum. Fue anunciado a principios del año 2009, siendo confirmado en diciembre de ese mismo año. El álbum fue lanzado en Australia e Irlanda el 21 de mayo de 2010, y 24 de mayo en el resto del mundo, seguido de un tour en el Reino Unido para promocionar el mismo.
La producción del álbum finalizó el 18 de abril de 2010 y fue masterizado por Brian Gardner en 'Bernie Grundman Mastering Studios' en Los Ángeles, California.
Immersion se posicionó número 1 en las listas oficiales del Reino Unido en su primera semana de lanzamiento. El álbum contiene una variedad de estilos musicales, más que todo electrónicos. A pesar de que su base principal es el Drum & Bass, también mezcla Electro house, Dubstep, y Metal en él. Son aproximadamente 67 minutos de audio en total.
El álbum contiene colaboraciones con Liam Howlett, Steven Wilson y la banda de Death metal In Flames.
Los sencillos del álbum fueron Watercolour, Witchcraft, The Island y Crush.

## Lista de canciones
Todas las canciones escritas y compuestas por Rob Swire, except where noted. 
| N.º | Título                             | Duración |  |
| 1.  | «Genesis»                          | 1:09     |  |
| 2.  | «Salt in the Wounds»               | 6:38     |  |
| 3.  | «Watercolour»                      | 5:04     |  |
| 4.  | «Set Me on Fire»                   | 5:02     |  |
| 5.  | «Crush»                            | 4:13     |  |
| 6.  | «Under the Waves»                  | 4:54     |  |
| 7.  | «Immunize» (con Liam Howlett)      | 4:36     |  |
| 8.  | «The Island – Pt.I (Dawn)»         | 5:20     |  |
| 9.  | «The Island – Pt.II (Dusk)»        | 4:09     |  |
| 10. | «Comprachicos»                     | 2:48     |  |
| 11. | «The Vulture»                      | 4:03     |  |
| 12. | «Witchcraft»                       | 4:12     |  |
| 13. | «Self vs. Self» (con In Flames)    | 4:45     |  |
| 14. | «The Fountain» (con Steven Wilson) | 5:00     |  |
| 15. | «Encoder»                          | 5:21     |  |

### Versión Deluxe (iTunes)
| Versión Deluxe (iTunes) |                                                        |          |  |
| N.º                     | Título                                                 | Duración |  |
| 16.                     | «Watercolour» (deadmau5 Remix)                         | 6:06     |  |
| 17.                     | «Watercolour» (Emalkay Remix)                          | 5:07     |  |
| 18.                     | «Witchcraft» (Rob Swire's Drumstep Mix)                | 5:44     |  |
| 19.                     | «Witchcraft» (John B Remix)                            | 6:53     |  |
| 20.                     | «Witchcraft» (Chuckie Remix)                           | 4:59     |  |
| 21.                     | «Witchcraft» (Netsky Remix)                            | 4:56     |  |
| 22.                     | «The Island»                                           | 9:29     |  |
| 23.                     | «The Island» (Tiësto Remix)                            | 6:45     |  |
| 24.                     | «The Island» (Cicada Remix)                            | 7:12     |  |
| 25.                     | «The Island» (Steve Angello, AN21 & Max Vangeli Remix) | 6:40     |  |
| 26.                     | «The Island» (Lenzman Remix)                           | 4:57     |  |
| 27.                     | «The Island» (Madeon Remix)                            | 4:06     |  |
| 28.                     | «The Island» (Statelapse Remix)                        | 5:15     |  |